# Stanisław Horwatt (major)
Stanisław Horwatt (ur. 18 maja 1895 w Chabnem, zm. 17 września 1939 w Lublinie) – major dyplomowany kawalerii Wojska Polskiego, kawaler Orderu Virtuti Militari.

## Życiorys
Urodził się 18 maja 1895 w rodzinnym majątku Chabne, w ówczesnym powiecie radomyskim guberni kijowskiej, w rodzinie Stanisława Mariana Konstantego.
W czasie wojny z bolszewikami walczył w szeregach 3 Pułku Ułanów. Po zakończeniu działań wojennych pozostał w macierzystym pułku jako oficer zawodowy. W latach 1923–1924 był przydzielony z macierzystego pułku na stanowisko oficera ordynansowego generała Józefa Rybaka początkowo jako I zastępcy szefa Sztabu Generalnego, a następnie dowódcy Okręgu Korpusu Nr IX w Brześciu nad Bugiem. Z dniem 2 listopada 1927, po złożeniu egzaminu wstępnego z „dobrym postępem” i odbyciu stażu liniowego, został powołany do Wyższej Szkoły Wojennej w Warszawie, w charakterze słuchacza kursu 1927/29 z równoczesnym przeniesieniem do kadry oficerów kawalerii. 2 kwietnia 1929 został mianowany rotmistrzem ze starszeństwem z 1 stycznia 1929 i 18. lokatą w korpusie oficerów kawalerii. W sierpniu 1929, po ukończeniu kursu i otrzymaniu dyplomu naukowego oficera dyplomowanego, został przeniesiony służbowo do Dowództwa Okręgu Korpusu Nr I w Warszawie. Z dniem 7 grudnia 1932 został przeniesiony do XVII Brygady Kawalerii w Hrubieszowie na stanowisko szefa sztabu. W czerwcu 1934 został przeniesiony do 8 Pułku Strzelców Konnych w Chełmnie. Na stopień majora został mianowany ze starszeństwem z 1 stycznia 1936 i 29. lokatą w korpusie oficerów kawalerii. Od grudnia 1938 pełnił służbę w Dowództwie Okręgu Korpusu Nr IV w Łodzi na stanowisku szefa Wydziału Mobilizacji i Uzupełnień.
W czasie kampanii wrześniowej przybył do Lublina razem z płk. dypl. Piotrem Bartakiem i 12 września objął dowództwo Ochotniczego Batalionu Obrony Lublina. 16 września w Rurach Jezuickich został ciężko ranny w czasie walki z oddziałem wydzielonym niemieckiej 4 Dywizji Piechoty. Zmarł następnego dnia w szpitalu PCK Bobolanum i został pochowany na cmentarzu komunalnym przy ul. Białej w Lublinie.

## Ordery i odznaczenia
- Krzyż Srebrny Orderu Wojskowego Virtuti Militari nr 3874[18] – 1921[19]
- Krzyż Walecznych (czterokrotnie[20], po raz pierwszy w zamian za dyplom byłego Frontu Litewsko-Białoruskiego „za Waleczność”)[21]
- Złoty Krzyż Zasługi (25 maja 1939)[22][12]
- Srebrny Krzyż Zasługi[20]
- Medal Zwycięstwa („Médaille Interalliée”)[23]